# Cephalotes olmecus
Espèce
Cephalotes olmecus est une espèce fossile de fourmis arboricoles du genre Cephalotes,.

## Répartition
Nous ne disposons pas d'assez de données concernant cette espèce pour déterminer avec certitude son endémisme. Cette espèce a été découverte de l'ambre mexicain.

## Description
Comme les autres espèces du genre Cephalotes, elles sont caractérisées par l'existence de soldats spécialisés dotés d'une tête surdimensionnée et plate ainsi que des pattes plus plates et plus larges que leurs cousines terrestres. Elles peuvent ainsi se déplacer d'un arbre à un autre dans une forêt.

## Classification
L'espèce Cephalotes olmecus a été décrite en 1999 par l'entomologiste brésilienne Maria Lourdes de Andrade (d) dans une publication coécrite avec l'entomologiste italien Cesare Baroni Urbani (d).

### Étymologie
Son épithète spécifique, olmecus, fait référence aux Olmèques.

### Publication originale
- [1999] (en) Maria L. de Andrade et Cesare Baroni Urbani, « Diversity and adaptation in the ant genus Cephalotes, past and present (Hymenoptera, Formicidae) », Stuttgarter Beiträge zur Naturkunde (B), Musée d'histoire naturelle de Stuttgart, vol. 271,‎ 29 janvier 1999, p. 1-889 (ISSN 0341-0153, lire en ligne). .